# بيريا (إقليم يوناني)
يعتبر إقليم بيريا (باليوناني Πιερία) أحد الوحدات الإقليمية في اليونان، وهو يقع في الجزء الجنوبي من مقدونيا، عاصمتها مدينة كاتريني، وتعتبر بيريا أصغر وحدة إقليمية في مقدونيا. اسم بيريا نشأ من اسم قبيلة قديمة تسمى بيريس. توجد في بيريا عدد من المواقع الأثرية المهمة، وهي كذلك موطن لجبل بيروس، وكذلك جبل أليمبوس وهو أعلى جبل في اليونان، ويعتقد الكثير أن عليه عرش الآلهة اليونانية القديمة، ويقع في الجزء الجنوبي من إقليم بيريا. كما يشمل الأقيم عدد من المدن مثل ليبيثرا وبيمبليا.